# Жилой дом по улице Фридриха Энгельса, 13 (Воронеж)
Жилой дом по улице Фридриха Энгельса, 13 — здание в Воронеже, выявленный объект культурного наследия. Здесь Осип Мандельштам жил с женой во время трёхлетней ссылки в Воронеже в 1934—1937 годах. Здесь он создал свои «Воронежские тетради».

## Описание

Мемориальная доска на д. 13 ул. Фридриха Энгельса

Современный адрес: улица Фридриха Энгельса, № 13, на перекрёстке с улицей Чайковского. Здание построено в 1930-х годах. В нём в 1936 году жил О. Э. Мандельштам. В начале мая 1936 года здесь с Мандельштамом встречалась известный литературовед Э. Г. Герштейн.
В 1942 году из-за бомбёжек здание было сильно разрушено. После окончания Великой Отечественной войны дом был восстановлен. Его внутренняя планировка была изменена.
Современное здание пятиэтажное, Г-образной формы, оштукатурено. Его декор выполнен в стиле классицизма. 15 января 1991 года в честь празднования 100-летия со дня рождения О. Э. Мандельштама на одной из стен дома была установлена первая в России мемориальная доска, которая посвящена поэту.
Комната Мандельштамов находилась на втором этаже, два окна её выходили на улицу Фридриха Энгельса (теперь кв. 39, подъезд № 5).